# Getto w Wadowicach

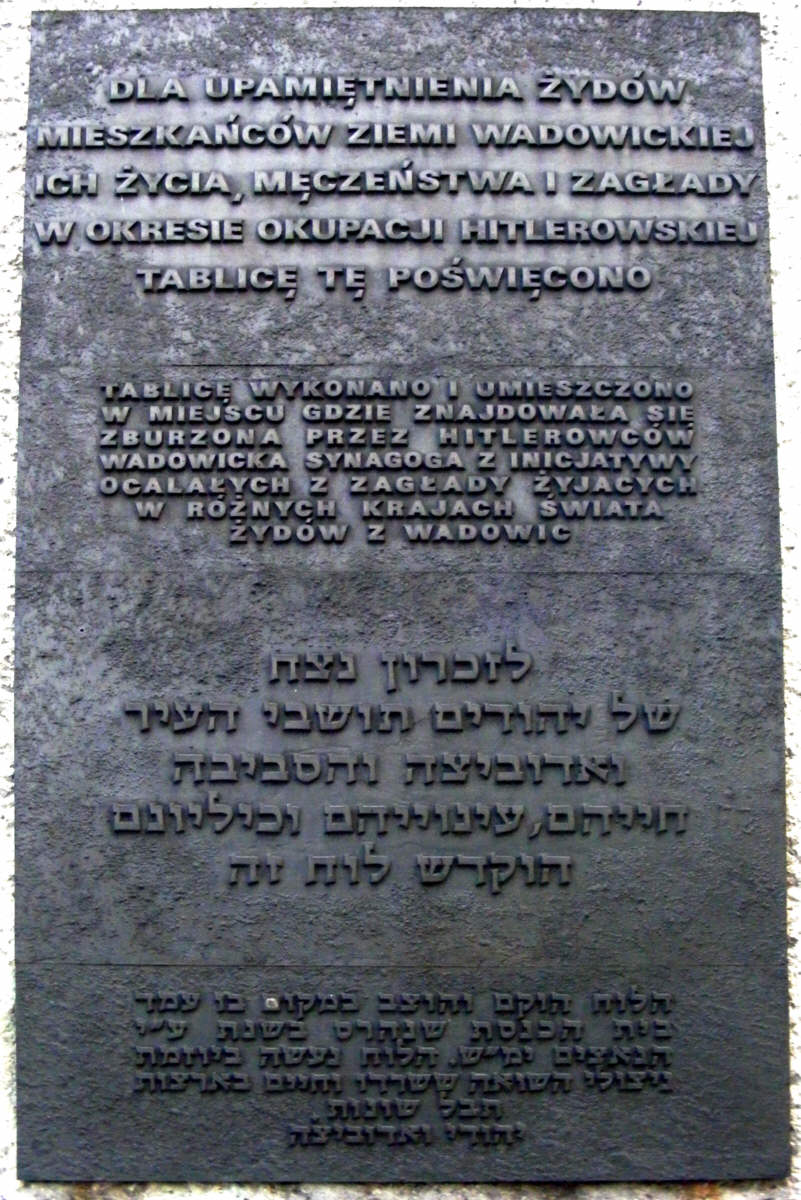
Tablica upamiętniająca Zagładę wadowickich Żydów, umieszczona w miejscu dawnej synagogi

Getto w Wadowicach – zamknięte getto dla ludności żydowskiej utworzone przez niemieckich okupantów w Wadowicach, istniejące w latach 1942–1943, w okresie II wojny światowej.
Getto utworzono 3 lipca 1942 roku, niedługo po pierwszej wywózce wadowickich Żydów do obozu zagłady. Znajdowało się w najuboższej części miasta. Obejmowało rejon ulic Mydlarskiej, Krętej, Piaskowej, Marcina Wadowity oraz zachodnią stronę ulicy Zatorskiej. Panowały w nim bardzo trudne warunki bytowe i sanitarne. Getto zostało zlikwidowane 10 sierpnia 1943 roku, a blisko 1,4 tys. jego mieszkańców wywieziono do obozu zagłady Auschwitz-Birkenau.
Było to jedno z najpóźniej zlikwidowanych gett na okupowanych ziemiach polskich. Szacuje się, że wojnę przeżyło około 170 wadowickich Żydów, spośród których jedenaście osób przetrwało w ukryciu w samych Wadowicach.

## Wadowiccy Żydzi w pierwszych latach okupacji

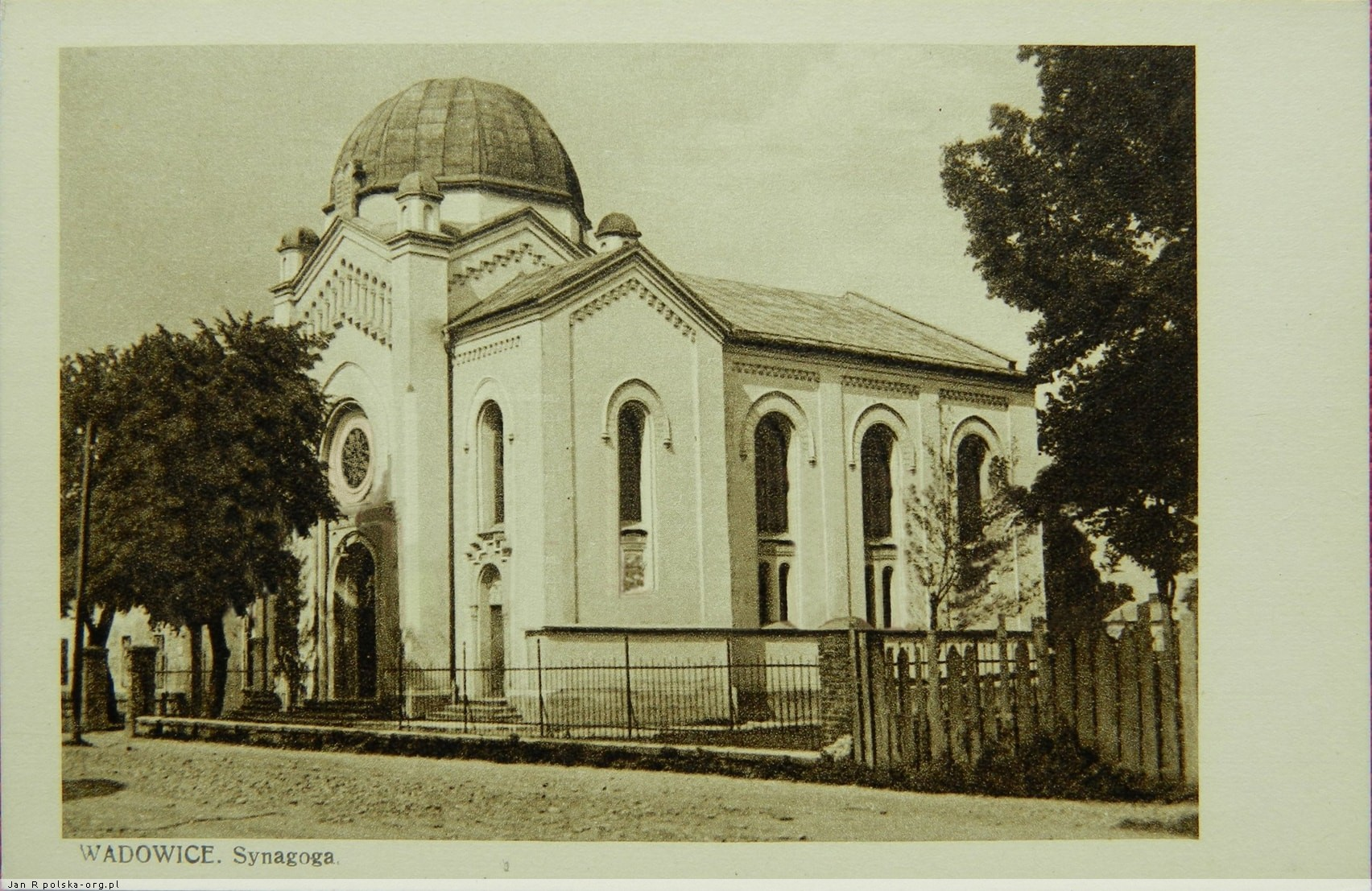
Synagoga w Wadowicach spalona przez hitlerowców w październiku 1939 roku

Przed wybuchem II wojny światowej w Wadowicach mieszkało blisko 2 tys. Żydów.
4 września 1939 roku Wadowice zostały zajęte przez Wehrmacht. W październiku tegoż roku miasto wcielono do Rzeszy jako część rejencji katowickiej Prowincji Śląsk. W tym samym miesiącu Niemcy spalili wadowicką synagogę; jej ruiny rozebrano latem 1940 roku.
W listopadzie 1939 roku, na polecenie władz niemieckich, sformowano czteroosobowy Judenrat. Jego pierwszym przewodniczącym został Rubin Scharfer, kupiec i dotychczasowy prezes gminy żydowskiej w Wadowicach. Obok niego w składzie Judenratu znaleźli się: Bernard (Berysz) Wolf – kupiec, Eliasz Fiszgrund – przedwojenny sekretarz gminy żydowskiej, Kalman Proper – kasjer Banku Ludowego. W Wadowicach zorganizowano także żydowską służbę porządkową, której liczebność była niewielka. Na jej czele stał Mundek Leibler.
Scharfer szybko popadł w konflikt z Mojżeszem Merinem, przewodniczącym Centrali Gmin Żydowskich na Wschodnim Górnym Śląsku, który – dzięki niemieckiej protekcji – stał się zwierzchnikiem wszystkich żydowskich społeczności w regionie. Po rezygnacji Scharfera, przewodniczącym rady żydowskiej został Wolf. Przedstawicielem Merina w wadowickim Judenracie był Baruch Majerczyk (zwany przez ludność „komisarzem”). Od lipca 1942 roku był on de facto najważniejszą postacią społeczności żydowskiej w Wadowicach.
Od pierwszych dni okupacji władze niemieckie podejmowały działania, których celem było wykluczenie wadowickich Żydów z życia gospodarczego oraz ich odizolowanie od reszty społeczeństwa. Na Żydów wielokrotnie nakładano kontrybucje pieniężne lub w naturze. Ich zbieraniem zajmował się Judenrat. Wadowiccy Żydzi byli również angażowani do przymusowej pracy na rzecz okupanta. Mężczyzn zazwyczaj zmuszano do pracy przy naprawie dróg i mostów oraz przy regulacji Skawy i jej dopływu Wieprzówki. Kobiety musiały natomiast pracować jako sprzątaczki w koszarach, w urzędach, na posterunku policji oraz w mieszkaniach prywatnych zajmowanych przez Niemców. Do prac przymusowych kierowano zazwyczaj najuboższych Żydów, którzy nie mieli możliwości się wykupić.
Encyclopedia of Camps and Ghettos podaje, że w momencie rozpoczęcia okupacji w Wadowicach zamieszkiwało około 1,4 tys. Żydów. Z kolei według spisu ludności, przeprowadzonego w grudniu 1939 roku na polecenie władz niemieckich, na terenie powiatu wadowickiego zamieszkiwało 1643 Żydów. W 1940 roku w Wadowicach zamieszkało około 300 żydowskich rodzin, które Niemcy wysiedlili z Cieszyna, Katowic, Żywca, Bielska-Białej oraz Czechowic i Dziedzic.
Jesienią 1940 roku około 100 żydowskich mężczyzn wywieziono do obozu pracy w Otmęcie. Wywózki do obozów pracy nasiliły się z początkiem 1941 roku. Między innymi, w kwietniu ponad 50 mężczyzn wywieziono do obozu pracy w Gogolinie. Niemcy oczekiwali, że łapanki na roboty przymusowe będą przeprowadzane rękoma funkcjonariuszy żydowskiej służby porządkowej. Wadowiccy „ordnerzy” niechętnie uczestniczyli jednak w tym procederze, stąd na czas łapanek do miasta sprowadzano podległych Merinowi żydowskich policjantów z Sosnowca.
Wraz z postępującą pauperyzacją ludności oraz napływem wysiedleńców Judenrat starał się nieść pomoc potrzebującym. Uchodźców lokowano w budynkach użyteczności publicznej, nieczynnych sklepach i mieszkaniach prywatnych. Zorganizowano kuchnię dla ubogich oraz ambulatorium. Najuboższym udzielano – w miarę możliwości – zapomóg finansowych i rzeczowych. Funkcjonowało oddolnie zorganizowane tajne nauczanie. Aby zapobiec wywózkom do obozów pracy, Judenrat organizował warsztaty (tzw. „szopy”), w których na potrzeby armii niemieckiej szyto mundury, koszule i płaszcze, a także produkowano wojskowe pasy. Na początku 1942 roku zakłady te zatrudniały już ponad tysiąc Żydów z Wadowic i okolicznych miejscowości. Organizowano również kursy zawodowe. Zabiegi te nie powstrzymały jednak dalszych wywózek do obozów pracy.

## Utworzenie getta
Według niektórych relacji getto o charakterze otwartym istniało w Wadowicach już od 1941 roku.
W czerwcu 1942 roku do Wadowic przesiedlono Żydów z pobliskich miast: Kęt, Zatora i Suchej Beskidzkiej. Miesiąc później nastąpiła pierwsza deportacja do obozu zagłady. 2 lipca do Wadowic przybyli funkcjonariusze SS z Sosnowca. Wszystkim Żydom rozkazano stawić się w Koszarach Chocimskich przy ul. Zatorskiej. Na placu koszarowym – w obecności Mojżesza Merina i członków Judenratu – została przeprowadzona selekcja. Osoby zdolne do pracy, w tym przede wszystkim dotychczasowych pracowników „szopów”, pozostawiono w Wadowicach. Robotników wykwalifikowanych lub pracujących dotąd przy regulacji Skawy wywieziono do obozu przejściowego  w Sosnowcu, a stamtąd do obozów pracy w Sakrau i Groß-Rosen. Kobiety z dziećmi, osoby starsze oraz osoby niezdolne do pracy wywieziono do obozu śmierci. Prawdopodobnie, aby osiągnąć zakładaną wcześniej liczebność kontyngentu, do grupy osób wywiezionych na śmierć dołączono także pewną liczbę arbitralnie wybranych robotników. W wielu publikacjach przyjmuje się, że ofiary pierwszej deportacji wywieziono do obozu zagłady w Bełżcu, aczkolwiek nie potwierdzają tego historycy zajmujący się historią tego ośrodka zagłady.
3 lipca 1942 roku w Wadowicach oficjalnie utworzono zamknięte getto. Powstało ono w najuboższej części miasta. Jego obszar obejmował rejon ulic Mydlarskiej, Krętej, Piaskowej, Marcina Wadowity oraz zachodnią stronę ulicy Zatorskiej. Getto otoczono płotem z drutu kolczastego. Znajdowała się w nim tylko jedna brama, której pilnowali żydowscy policjanci.
Opuszczanie getta było surowo zabronione. Jedynym miejscem, w którym mogli odtąd pracować Żydzi, był szop krawiecki, który mieścił się w budynku przedwojennych wojskowych zakładów stolarskich, w pobliżu stacji kolejowej. Robotnicy udawali się tam pod eskortą żydowskich policjantów.
W getcie panowały bardzo trudne warunki bytowe i sanitarne. Na niewielkiej przestrzeni żyło około 1,4 tys. osób. Niektóre izby musiały pomieścić nawet dwudziestu lub więcej mieszkańców, w rezultacie czego mogli oni spać jedynie na zmianę. Niedożywienie i choroby zakaźne były przyczyną licznych zgonów. W getcie funkcjonowała kuchnia dla ubogich i przedszkole. Personel medyczny na czele z dr. Bitterem dokładał wysiłków, aby zapobiec wybuchowi epidemii. Zorganizowano pomoc dla sierot.
10 maja 1943 roku blisko 100 młodych kobiet i dziewcząt wywieziono do obozów pracy w III Rzeszy. Większość zdołała doczekać wyzwolenia.

## Likwidacja getta
10 sierpnia 1943 roku Niemcy przystąpili do ostatecznej likwidacji wadowickiego getta. Żydom rozkazano zgromadzić się na miejskim rynku. Wielu zostało zastrzelonych w trakcie „akcji”. Zgromadzonych ograbiono z pieniędzy i przedmiotów wartościowych, po czym załadowano ich do wagonów towarowych i wywieziono do obozu zagłady Auschwitz-Birkenau. Getto w Wadowicach było jednym z najpóźniej zlikwidowanych gett na ziemiach polskich.
Po zakończeniu „akcji” Niemcy polowali na ukrywających się Żydów. Większość wyłapano i zamordowano. Wojnę zdołało przeżyć około 170 Żydów pochodzących z Wadowic, przy czym większość ocalałych stanowiły osoby, które zostały wywiezione do obozów pracy lub którym w 1939 roku udało się uciec na tereny zajęte przez Związek Radziecki. W samych Wadowicach przetrwało w ukryciu 11 osób.
Dwoje mieszkańców Wadowic, Aniela i Józef Kamińscy, którzy podczas okupacji ocalili uciekiniera z getta, Zygmunta Ehrenhalta, zostało po wojnie uhonorowanych medalem „Sprawiedliwy wśród Narodów Świata”.

## Odniesienia  w kulturze
Likwidację getta w Wadowicach ukazano w filmie biograficznym Karol. Człowiek, który został papieżem z 2005 roku (reż. Giacomo Battiato).